# 15619 Albertwu
A 15619 Albertwu (ideiglenes jelöléssel 2000 HE13) a Naprendszer kisbolygóövében található aszteroida. A LINEAR projekt keretében fedezték fel 2000. április 28-án.